# Montaphe paraphoena
Montaphe paraphoena är en mångfotingart som beskrevs av Shelley 1994. Montaphe paraphoena ingår i släktet Montaphe och familjen Xystodesmidae. Inga underarter finns listade i Catalogue of Life.